# Daniel Kurz
Dr. Daniel Kurz (* 1957 in Brienz) ist ein Schweizer Architekt, Architekturkritiker, Historiker und Publizist.

## Werdegang
Daniel Kurz studierte an der Universität Zürich und arbeitete in der Denkmalpflege und beim Amt für Hochbauten in Zürich. 2007 promovierte er zum modernen Städtebau in Zürich 1900 bis 1940. Kurz wurde 2012 Nachfolger von Nott Caviezel als Chefredaktor der Schweizer Architekturzeitschrift Werk, Bauen + Wohnen, 2022 übernahm Roland Züger das Amt.
Kurz publizierte und schuf Ausstellungen zu Wohnungsbau, Stadtentwicklung, nachhaltigem Bauen und Städtebau.

## Schriften (Auswahl)
- Die Disziplinierung der Stadt. Moderner Städtebau in Zürich 1900 bis 1940. gta Verlag, Zürich 2008, Studienausgabe 2022, ISBN 978-3-85676-420-3.